# Allopogon tesselatus
Allopogon tesselatus là một loài ruồi trong họ Asilidae. Allopogon tesselatus được Wiedemann miêu tả năm 1828.